# Stazione di Tokuan
La stazione di Tokuan (徳庵駅?, Tokuan-eki) è una stazione ferroviaria della città di Higashiōsaka, nella prefettura di Osaka in Giappone. La stazione è gestita dalla JR West e serve la linea Katamachi (linea Gakkentoshi).

## Linee
JR West
■ Linea Katamachi

## Struttura
La stazione è costituita da un marciapiede laterale e uno a isola centrale con 3 binari in superficie, di cui solo due sono adibiti al servizio viaggiatori.
| 1 | ■ Linea Katamachi | per Shijōnawate, Matsuiyamate, Kizu e Nara |
| 2 | ■ Linea Katamachi | per Kyōbashi, Kitashinchi e Amagasaki      |
| 3 | ■ Linea Katamachi | Binario di servizio                        |

## Stazioni adiacenti
| ≪                                           | Servizio        | ≫               |
| Linea Katamachi                             | Linea Katamachi | Linea Katamachi |
| ------------------------------------------- | --------------- | --------------- |
| Kōnoikeshinden                              | Locale          | Hanaten         |
| Il Rapido e il Rapido Regionale non fermano |                 |                 |